# Judes Xanguet i les maniquins
Judes Xanguet i les maniquins va ser una sèrie de televisió de comèdia surrealista dirigida per Joan Guitart i emesa per TV3. La sintonia de la sèrie va ser obra del grup de música pop de Castelldefels Kamembert.

## Argument
Un grup de sis models residents a la Barcelona preolímpica es volen convertir en artistes. Caracteritzades pel seu extravagant vestuari, s'enreden en tota mena projectes estranys per tal d'arribar a final de mes juntament amb el seu company de pis, l'aprenent de detectiu Judes Xanguet (Ferran Rialp), que és tractat com una joguina pel grup de noies.